# Ксенофон Шахович
Ксенофон Шахович (на сръбски: Ксенофон Шаховић или Ksenofon Šahović) е виден сръбски лекар, патолог, академик на Сръбската академия на науките и изкуствата.

## Биография
Роден е на 7 януари 1898 година в Охрид, тогава в Османската империя. Преподава медицина в Белградския университет. На 16 февруари 1940 година е избран за член-кореспондент на Сръбската кралска академия в Академията за природни науки. На 18 март 1948 година става редовен член на САНИ.
Умира в Париж на 5 януари 1956 година.